# Tage Andersen Thott
Tage Andersen Thott (død 1643) til Sirekøbing, Duege og Egede var en skånsk adelsmand.
Han var søn af Anders Thott til Sirekøbing og Lisbet Folmersdatter Rosenkrantz. Ved faderens død i 1595 var han kun et barn, og da moderen døde i 1613, måtte han og hans søstre gå fra arv og gæld.
Ikke desto mindre havde han kunnet foretage den sædvanlige udlandsrejse i sin ungdom og var bl.a. i 1607 i Padua. Efter hjemkomsten gjorde han 1608-10 tjeneste ved hoffet som hofjunker, og i 1612 fik han sin første forlening, Laholm, som han i 1620 ombyttede med Trondhjem. Også før dette havde han været i Norge, idet han i 1618 fik ordre til styre Båhus ved lensmandens fravær.
På Trondhjems bispestol sad den gang den unge, senere som digter berømte, Anders Arrebo, og mellem ham og den jævnaldrende lensmand opstod der et bittert fjendskab. Tage Thott samlede beviser mod sin modstander, så at denne i 1622 fik en herredagsdom på fortabelse af embedet.
I 1627 forflyttedes Thott til Danmark, hvor han på ny forlenedes med Laholm. I den følgende tid skiftede han hyppigt forleninger (Ørum 1629-31, Mariager Kloster 1631-32, Sølvesborg 1632-42 og Silkeborg 1642-43). I 1628 blev han, som tidligere havde været ritmester ved den hallandske fane, landkommissær i Skåne, og i 1633 blev han slået til ridder.
Han blev i 1610 gift med Clara Sparre (død 1636), datter af Hans Sparre til Klågerup. Igen gift i 1640 Lisbet Beck (død 1653), datter af Sivert Beck.
Hans havde herregårdene Sirekøbing, Duveke og Bolstofte i Skåne. I sine yngre dage skrev han sig også til Næs, så han har formentlig ejet en andel af denne Thotternes hovedejendom i Skåne, ligesom han ved sit andet ægteskab fik en part i det skånske Næsbyholm. På Sjælland ejede han Egede, som han imidlertid allerede i 1631 skilte sig af med, og det samme gjorde han efterhånden med sine skånske gårde, idet han var forgældet.
En historie om, at han til sidst gik og tiggede på krohusene i København, er nok overdrevent, men sikkert er det, at hans bo ved hans død var fallit.
Han døde barnløs.